# Saint-Cricq-Villeneuve
Saint-Cricq-Villeneuve (gaskonsko Sent Cric-Vilanava) je naselje in občina v francoskem departmaju Landes regije Akvitanije. Naselje je leta 2009 imelo 439 prebivalcev.

## Geografija
Kraj leži v pokrajini Gaskonji 14 km vzhodno od središča Mont-de-Marsana.

## Uprava
Občina Saint-Cricq-Villeneuve skupaj s sosednjimi občinami Arthez-d'Armagnac, Bourdalat, Le Frêche, Hontanx, Lacquy, Montégut, Perquie, Pujo-le-Plan, Sainte-Foy, Saint-Gein in Villeneuve-de-Marsan sestavlja kanton Villeneuve-de-Marsan s sedežem v Villeneuve-de-Marsanu. Kanton je sestavni del okrožja Mont-de-Marsan.

## Zanimivosti
- romanska cerkev sv. Kirika iz 11. stoletja;